# 등온과정
등온과정(等溫過程, isothermal process)은 열역학계의 온도 변화가 없는 열역학 과정을 말한다.
{\displaystyle \Delta T=0}
이 과정은 일반적으로 열저장소(열욕조)로 둘러싸인(혹은 열적으로 연결된) 계에서 일어나게 되며, 계의 열역학적
과정이 열저장소와 열교환을 통해 열저장소와 온도 평형을 이루기에 충분하도록 천천히 일어나게 된다.
등온 과정 이외에도 계의 주변과 열교환이 일어나지 않는 특별한 경우를 단열 과정이라 한다.({\displaystyle \Delta Q=0})
이상기체의 경우, 기체의 온도는 기체 내부에 존재하는 내부에너지에 의해 결정된다. 기체의 내부에너지란 볼츠만 분포에 의해 주어지는 기체 분자들의 운동에너지의 평균값을 말한다. 만약 이 내부에너지가 일정하다면 기체의 온도 또한 일정한 값을 가지게 된다. n을 기체의 몰수라 하고 일정한 값을 갖는다고 하자.
{\displaystyle \Delta U=nR\Delta T=0\,}
위 식에 이상기체 법칙을 대입하면 아래식처럼 다시 쓸 수 있다.
{\displaystyle \Delta (PV)=0\,}
따라서 다음과 같은 식을 만족하게 된다.
{\displaystyle P_{i}V_{i}=PV=P_{f}V_{f}\,}
여기에서 P_i와 V_i는 초기 상태의 압력과 부피를 말하고 P_f와 V_f는 나중 상태의 압력과 부피를 말한다. 그리고 P와 V는 열역학적 과정에서 임의의 상태에서의 기체의 압력과 부피를 나타내는 변수이다.

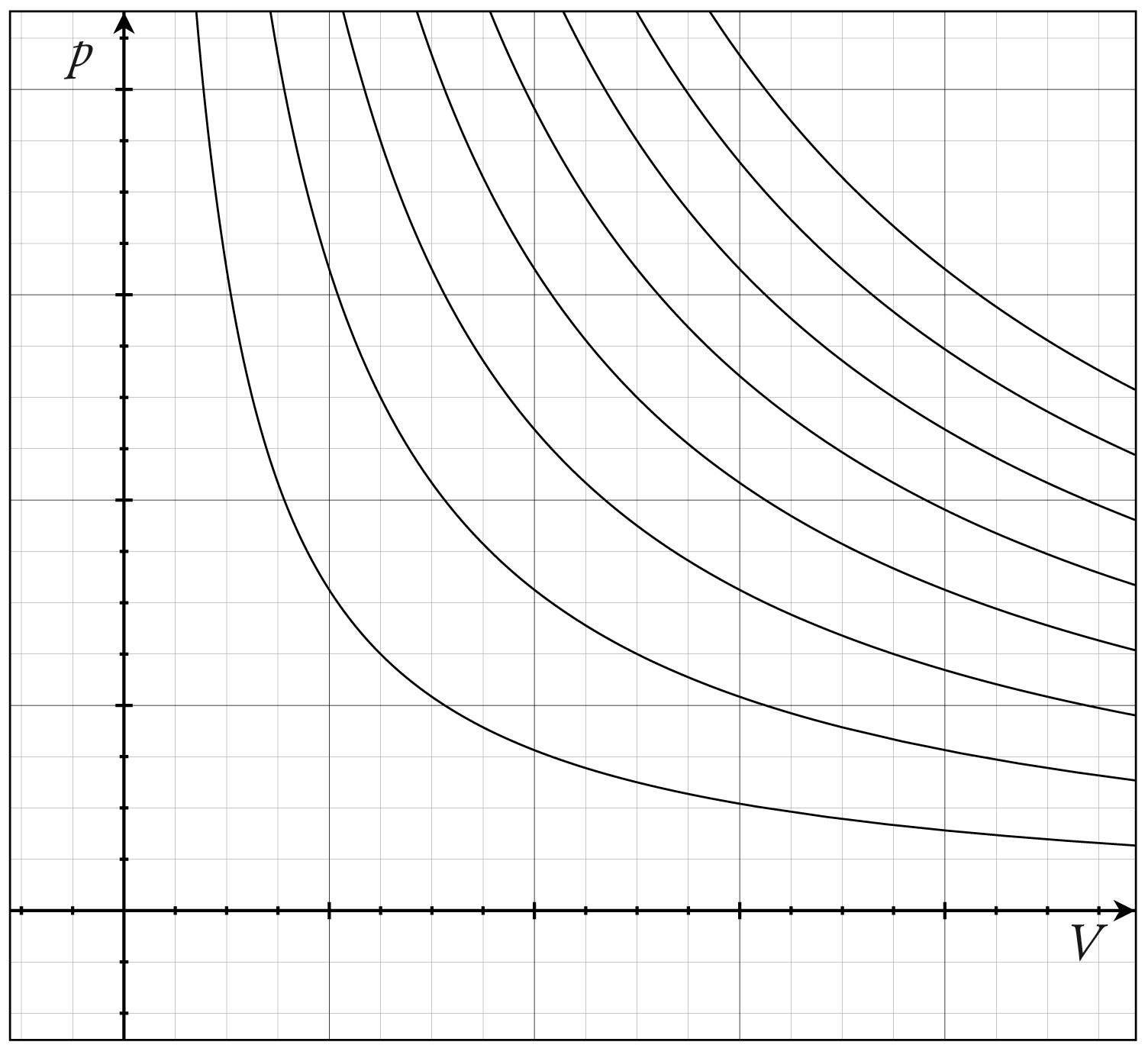
이상기체의 등온선 그래프

그래프에서 나타나는 곡선은 등온선으로서 P-V(압력-부피) 그래프에서 온도가 같은 점들을 연결하면 쌍곡선과 같은 모양을 갖는다. 그리고 각각의 등온선들은 P축(세로축)과 V축(가로축)에서 점근하는 모양을 갖는다. 이 그래프는 이상기체 방정식에서 구할 수 있는 다음과 같은 공식과 일치하는 결과이다.
{\displaystyle P={nRT \over V}\,}
열역학 제1법칙에 따르면 이상기체의 등온선은 다음과 같은 조건에 의해서도 결정된다.
{\displaystyle Q=W\,}
여기서 W는 계에 해준 일을 나타낸다.(여기서 Q와 W는 증감하는 양을 나타내며, 미분이나 상태 함수를 나타내지는 않는다.) 위의 식이 의미하는 것은 등온 과정에서 주변의 열이 계에 흡수되면서 생겨나는 내부 에너지가 온전히(손실없이) 외부에 대한 일의 형태로 변환되는 것을 알려준다. 이는 계에 흡수된 에너지가 외부에 대한 열의 형태로 완전히 변환될 수 있음을 말해주는 것이다. 따라서 내부 에너지와 온도가 일정하게 유지되는 것이다.

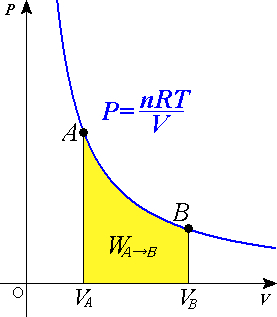
노란 영역은 일을 뜻함

등온과정에서 순간시간에 대한 순간적인 일은 다음과 같은 식으로 나타낼 수 있다.
{\displaystyle dW=Fdx=PSdx=PdV}
그러므로 등온과정에서 A부터 B까지의 전체 일은 위의 식을 적분한 것과 같다.
{\displaystyle W_{A\to B}=\int _{V_{A}}^{V_{B}}dW=\int _{V_{A}}^{V_{B}}PdV}
여기서 이상기체 방정식을 대입하면 아래 식과 같이 쓸 수 있다.
{\displaystyle W_{A\to B}=\int _{V_{A}}^{V_{B}}PdV=\int _{V_{A}}^{V_{B}}{\frac {nRT}{V}}dV=nRT\ln {\frac {V_{B}}{V_{A}}}}
그러므로 등온과정에서 아래와 같은 식을 유도할 수 있다.
{\displaystyle W_{A\to B}=Q=nRT\ln {\frac {V_{B}}{V_{A}}}}

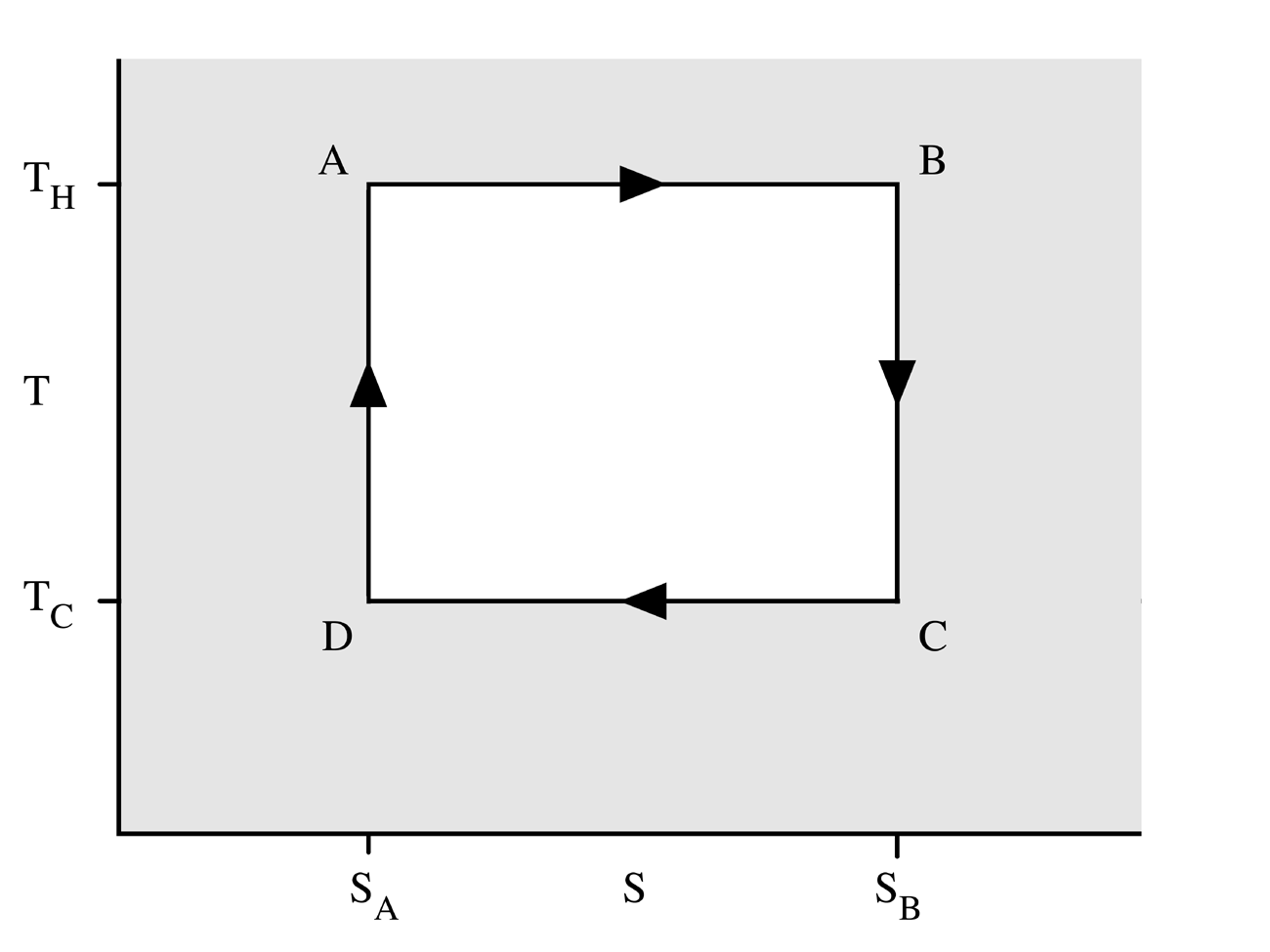
카르노 기관의 온도-엔트로피 그래프 ; 가로선이 등온과정을 나타냄

등온과정은 여러 종류의 계에서 나타날 수 있다. 복잡한 구조를 가지는 기계나 심지어 살아있는 세포에서도 나타난다. 일부 열기관의 경우 등온과정이라 가정하고, 카르노 기관으로 근사시킬 수 있다.

## 같이 보기
- 단열 과정
- 순환 과정
- 등압 과정
- 등적 과정
- 다방 과정